# دی‌اس‌پی

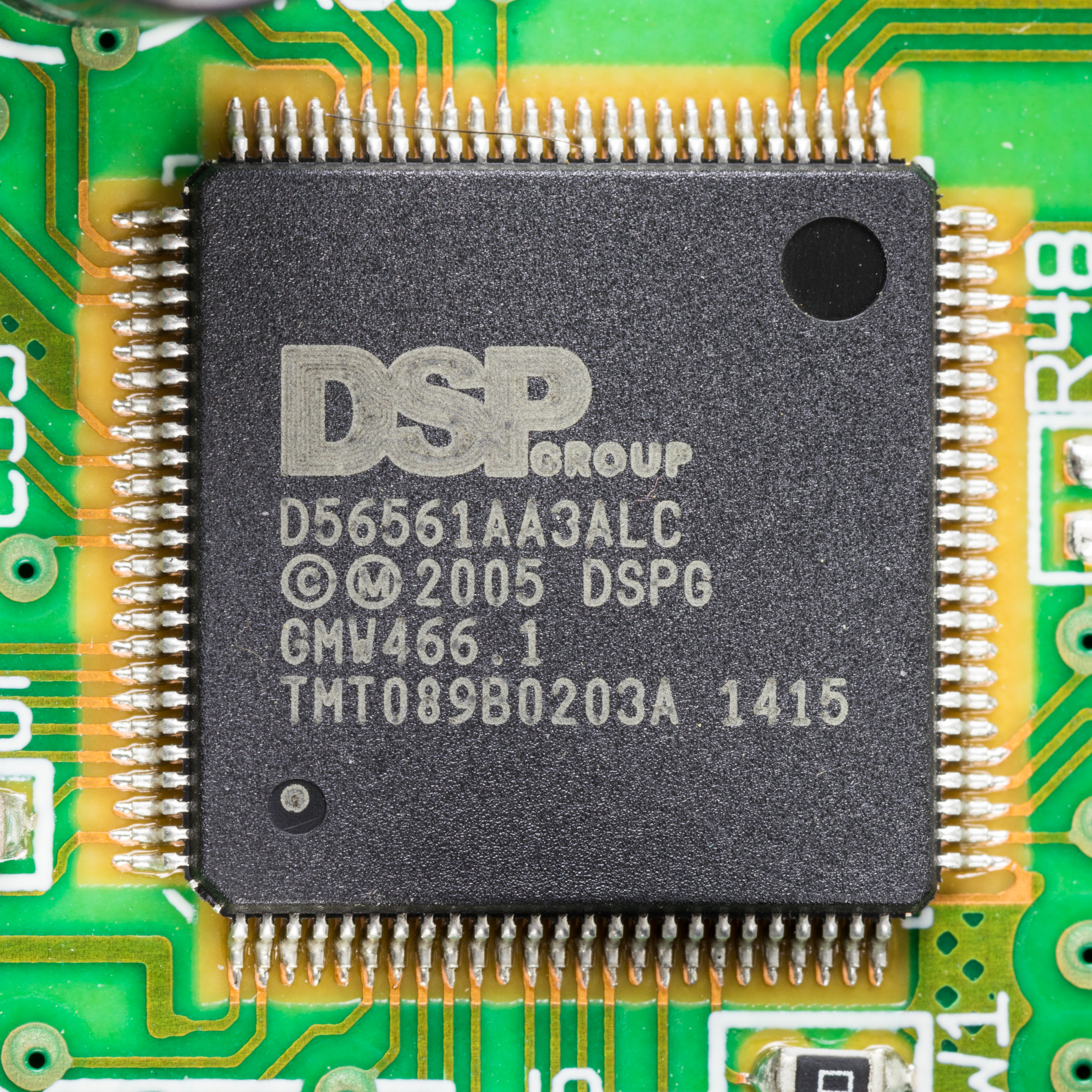
بورد محصول دی اس پی

دی‌اس‌پی (انگلیسی: DSP) شرکت الکترونیک آمریکایی است، که در سال ۱۹۸۷ تأسیس شد.